# Райнер Гайе
Райнер Гайе (на немски: Reiner Geye) е германски футболист.

## Биография

### Спортна кариера
Гайе започва футболният си път в ТуС Дуисбург и Айнтрахт Дуисбург. През 1968 г. той преминава във Фортуна Дюселдорф.
От 1971 до 1986 г. играе за първодивизионните отбори Фортуна Дюселдорф и Кайзерслаутерн, където записва 485 мача и 113 гола.
В периода 1972 – 1974 г. играе четири пъти с националната фланелка като отбелязва едно попадение срещу Швейцария на 4 септември 1974 г.
След приключването на футболната си кариера Гайе става вицепрезидент и изпълнителен директор на Кайзерслаутерн до 1996 г.

### Личен живот
Умира от заболяване на черния дроб вследствие на проблеми с алкохола.